# Música de vanguarda

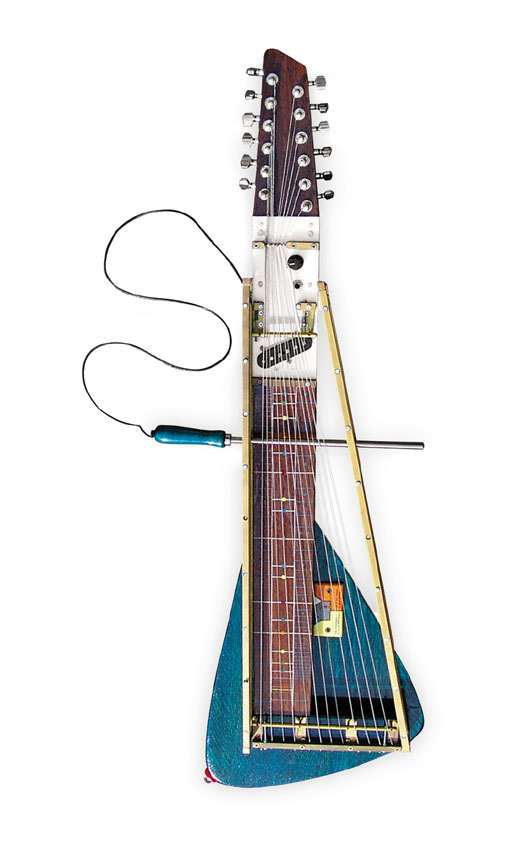
Moodswinger, Yuri Landman

Música de vanguarda é um termo genérico utilizado para agrupar as tendências da música erudita surgidas após a Segunda Guerra Mundial. Fora desse âmbito, refere-se a qualquer obra que utilize técnicas de expressão inovadoras e radicalmente diferentes do que tradicionalmente é feito, assumindo, logo, um caráter quase exclusivamente experimental. Daí se entende por que compositores como Wagner e Debussy podem ser considerados vanguardistas, se levarmos em conta a música produzida em suas respectivas épocas.
Devido ao grande número de vertentes que perfazem o vanguardismo, torna-se extremamente difícil, se não impossível, analisá-lo plenamente, sendo necessário acompanhar o desenvolvimento de cada escola individualmente. Em linhas gerais, o vanguardismo desenvolve-se com maior liberdade do que o modernismo fizera outrora, pois o ambiente, agora diferente, estava aberto para ideias cada vez mais "polêmicas". A matemática passou a fazer parte da obra de muitos músicos, como Anton Webern e suas pequenas peças simetricamente compostas, ou Iannis Xenakis e suas obras feitas a partir de fórmulas da engenharia e da física avançada, como as emprestadas da teoria do caos. O serialismo integral é um movimento particular que vem a confirmar isso, pois está embasado na alocação e uso serial de timbres, durações, alturas e intensidades sonoras, com o intuito de fazer uma peça "matematicamente perfeita" em todos os sentidos. Outros compositores, como John Cage partiram justamente do princípio oposto, ou seja, da total falta de rigor matemático durante suas músicas denominadas ao acaso (erroneamente tidas como aleatórias).
Entre os estilos englobados pela música de vanguarda estão o serialismo integral, a musique concrète, o minimalismo, a música eletrônica, a música pontilhista, música aleatória, e a música microtonal. São comuns também misturas entre esses estilos, gerando composições por vezes inclassificáveis em uma única tendência, Gesang Der Jünglinge im Feuerofen (Cântico dos Adolescentes na Fornalha Ardente) de Karlheinz Stockhausen, que engloba técnicas tanto da música concreta quanto da eletrônica.